# Zouérat (Département)
Zouérat (arabisch الزويرات, DMG az-Zuwairāt) ist ein Département (Moughataa) in der Verwaltungsregion Tiris Zemmour in Mauretanien. Hauptstadt des Départements ist Zouérat.

## Geographie
Das Département liegt im Nordwesten des Landes. Zouérat ist außerhalb der Metropolregion Nouakchott nach dem Département Mbagne mit einer Fläche von 698,10 km² das flächenmäßig kleinste Département Mauretaniens und bildet eine Enklave im Südwesten des flächenmäßig größten Départements F’Dérik in der Verwaltungsregion Tiris Zemmour.
Die Hauptstädte der beiden Départements liegen 25 Kilometer voneinander entfernt. F’Dérik liegt westlich von Zouerat, jenseits des Kediet Ijill (915 m), des höchsten Berges in Mauretanien, dessen Eisenerzminen die wirtschaftliche Grundlage der beiden Wüstenstädte bildet. Die Stadt Zouérat selbst liegt am Fuß des Höhenzuges ’Aïn el Ba’îr (Ein el Beir) (699 m).

## Bevölkerung
Die Bevölkerungszahl des Départements hat in den Jahren 2000 bis 2023 von 33.929 auf 62.380 Einwohner zugenommen und beträgt damit ein vielfaches der Einwohnerzahl des umgebenden Départements F’Dérik. Das Département umfasst nur eine kommunale Körperschaft, die Gemeinde Zouérat.